# Franjegaasvlieg
De franjegaasvlieg (Chrysopidia (Chrysotropia) ciliata) is een insect uit de familie van de gaasvliegen (Chrysopidae), die tot de orde netvleugeligen (Neuroptera) behoort. 
Chrysopidia (Chrysotropia) ciliata is voor het eerst wetenschappelijk beschreven door Wesmael in 1841.